# JS Baco
El Jeunesse Sportive Baco (en español: Juventud Deportiva de Baco), conocido simplemente como JS Baco, es un equipo de fútbol de la ciudad de Koné, que juega en la Superliga de Nueva Caledonia, la liga de fútbol más importante de la dependencia francesa.
Posee 12 títulos locales, además de ser uno de los clubes neocaledonios que jugó la Copa de Francia.

## Palmarés
- Superliga de Nueva Caledonia (7): 1987, 1994, 1995, 1997, 2000, 2001, 2007
- Copa de Nueva Caledonia (5): 1980, 1984, 1987, 1991, 1995